# Herman Nyberg
Herman Nyberg (22 febbraio 1880 – 6 luglio 1968) è stato un velista svedese.

## Palmarès

### Olimpiadi
- 1 medaglia:
  - 1 oro (Stoccolma 1912 nella classe 10 metri)